# 플라워파크 가고시마

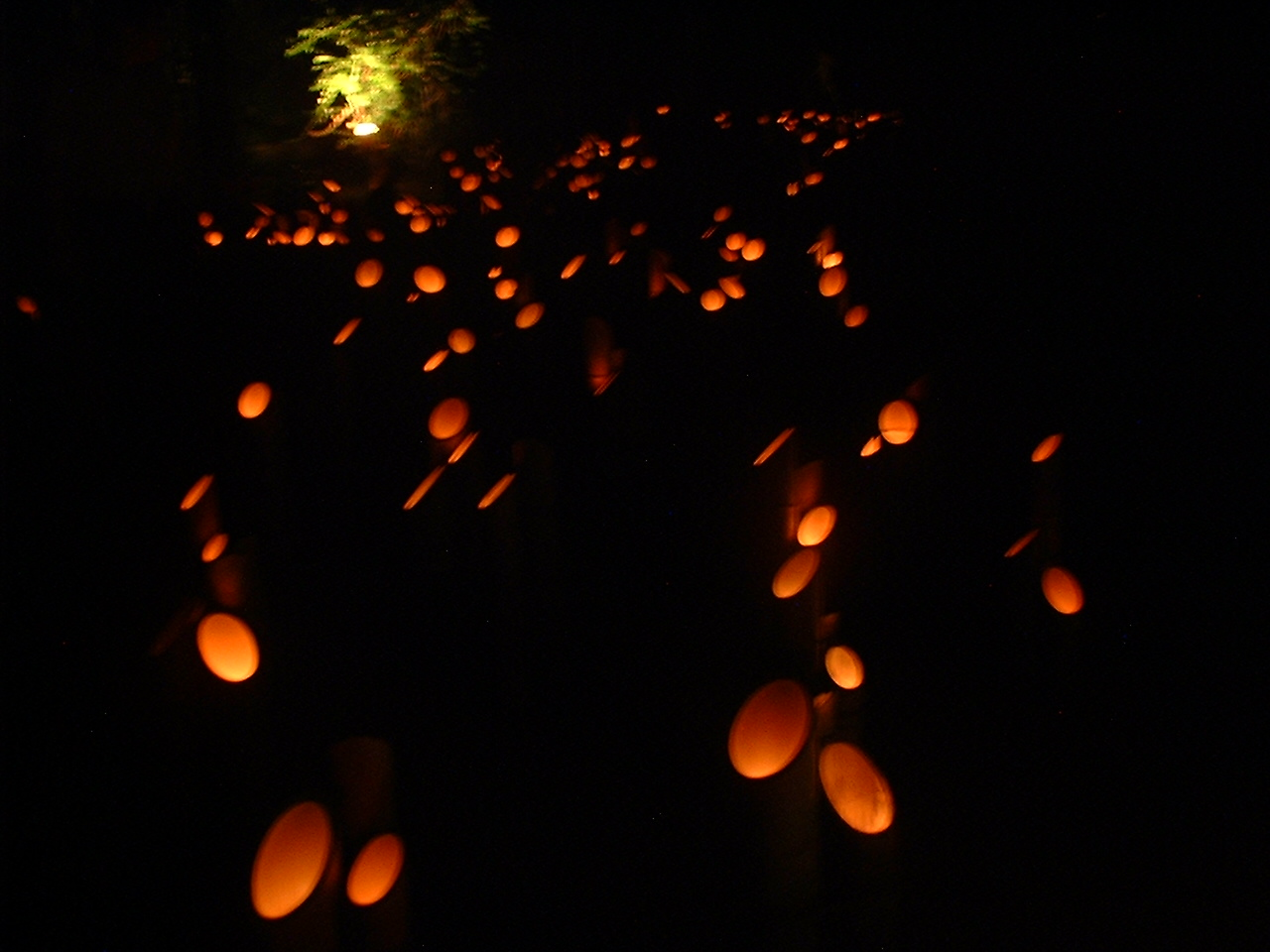
플라워파크 가고시마

플라워파크 가고시마(フラワーパークかごしま)는 일본 가고시마현 이부스키시에 있는 꽃 테마파크이다. 1996년 문을 열었다. 총 면적은 36.5ha이다. 약 240종류의 식물을 볼 수있다.